# Zlatá Adele
Zlatá Adele (německy Goldene Adele), také označovaná jako Adele Bloch-Bauer I, Dáma ve zlatém či rakouská Mona Lisa, je obraz, který vytvořil rakouský malíř Gustav Klimt mezi roky 1903 a 1907. Olejomalba doplněná zlatem a stříbrem vznikla během umělcova zlatého období a představuje reprezentativní dílo vídeňské secese.
V červnu 2006, kdy portrétní olejomalbu koupil Ronald Lauder za 135 milionů dolarů pro  Novou galerii na Manhattanu, se dílo stalo nejdražším obrazem světa. Překonalo tak Picassův portrét Chlapec s dýmkou vydražený roku 2004 za 104,1 milionů dolarů.

## Historie

### Obraz
Portrét ženy na zlatém pozadí je považován za reprezentativní dílo Klimtova zlatého období a zároveň vídeňské secese. Olejomalba na plátně doplněná zlatem a stříbrem má rozměr 138 x 138 cm a vystavuje ji Nová galerie (Neue Galerie) v New Yorku.
Česko-rakouský bankéř a cukrovarník židovského původu z Prahy Ferdinand Bloch-Bauer (1864–1945) objednal v polovině roku 1903 u Gustava Klimta  portrét manželky Adely Blochové-Bauerové (1881–1925). První přípravné skici vznikly v daném a následujícím roce.
Během prosince 1903 navštívil Klimt s malířem a sochařem Maximilianem Lenzem antickou baziliku San Vitale v Ravenně, kde jej podle Lentze uchvátilo dílo byzantského umění, raně křesťanská zlatá mozaika císaře Justiniána I. a jeho ženy, císařovny Theodory I. Odtud také vzešla inspirace k třpytivé dekoraci portrétu pevným materiálem. Historička umění Elana Shapirová uvedla, že pozadí a šaty na obrazu obsahují symboly v podobě trojúhelníků, vejcí, linií očí a mandlí, které podněcují k erotickému vnímání díla. Rám obrazu pokrytý lístkovým zlatem vytvořil architekt Josef Hoffmann.
Již v roce 1901 stála Adele Blochová-Bauerová modelem pro Klimtův obraz na biblický výjev Judita s hlavou Holofernovou. Na krku měla manželův dar, masivní zlatý náhrdelník. Whitford portrét popsal jako „nejerotičtější Klimtův obraz“. V roce 1903 pak Ferdinand Bloch-Bauer zakoupil první Klimtovo dílo nazvané Buchenwald (Bukový les). O sedm let později získal další umělcův obraz Schloss Kammer am Attersee III, roku 1912 byl dokončen druhý manželčin portrét Adele Bloch-Bauer II a následně i Portrét Amalie Zuckerlandlové, vytvořený v období 1918–1919.
K veřejnému představení obrazu Zlatá Adele došlo v roce 1907, kdy bylo Adele Blochové-Bauerové dvacet pět let. 

### Historie a vlastnictví
V roce 1918 manželé Blochovi-Bauerovi usilovali o získání československého občanství, když během léta přebývali na Dolním zámku v Panenských Břežanech, který vlastnili, ačkoli trvalé bydliště měli ve Vídni. Adele Blochová-Bauerová zemřela na meningitidu roku 1925. V poslední vůli si přála darovat obrazy vídeňské galerii v Belvederu.
Po anšlusu Rakouska v březnu 1938 odjel Ferdinand Bloch-Bauer z Vídně na Dolní zámek v Panenských Břežanech, z něhož se však v důsledku mnichovské dohody vystěhoval do Paříže, když se v okleštěné druhé republice necítil bezpečně. V září 1939 se natrvalo usídlil v neutrálním Švýcarsku, kde bydlel v hotelu. Nacisté jej v nepřítomnosti falešně obvinili z krácení daní ve výši 1,4 milionu říšských marek. V květnu 1938 zmrazili jeho účty. Cukrovar byl zkonfiskován a z vídeňského domova se stala kancelář říšských železnic Deutsche Reichsbahn.  Dolní zámek v Panenských Břežanech se stal sídlem říšského protektora Konstantina Von Neuratha a poté zastupujícího říšského protektora Reinharda Heydricha. Správcem Blochova-Bauerova majetku byl ustanoven nacistický právník Friedrich Führer. Po katalogizaci sbírky získal část děl Adolf Hitler a další nacističtí vůdci včetně Hermanna Göringa. V prosinci 1941 nechal právník Führer přemístit obrazy Zlatá Adele a Apfelbaum I do vídeňské galerie Belvedere výměnou za ponechání si obrazu Schloss Kammer am Attersee III, který poté prodal Gustavu Ucickému, Klimtovu nemanželskému synovi. Galerie v Belvederu odstranila možné spojení s původními židovskými vlastníky přejmenováním Adelina obrazu na  Dame in Gold (Dáma ve zlatém).
V srpnu 1945 sepsal Ferdinand Bloch-Bauer poslední závěť, jíž revokoval předchozí. Obrazy v ní však přímo nezmínil, když je považoval za trvale ztracené. Celý majetek odkázal synovci a dvěma neteřím, z nichž jednou byla Maria Altmannová. Ve Švýcarsku zemřel v listopadu téhož roku.
V roce 1946 Rakousko zneplatnilo nacistické transakce motivované diskriminací osob. Židé žádající o navrácení uměleckých děl byli nuceni část z nich přenechat rakouským muzeím výměnou za vývozní povolení ze země. Blochova-Bauerova rodina najala vídeňského právníka Gustava Rineshe, jenž měl usilovat o navrácení odcizených uměleckých děl. Spisy správce sbírky Führera naznačovaly, že většina hodnotných artefaktů skončila v galerii Belvedere. Několik z nich se podařilo získat zpět do rodinného vlastnictví, ale nikoli Klimtovy obrazy. K zisku vývozního povolení tak byla rodina nucena rakouskému státu přenechat obrazy Häuser in Unterach am Attersee, Adele Bloch-Bauer I (Zlatá Adele), Adele Bloch-Bauer II a Apfelbaum I. Galerie v Belvederu odvozovala vlastnický nárok těchto Klimtových děl z poslední vůle Adely Blochové-Bauerové.
V roce 1998 přijala rakouská vláda restituční zákon týkající se uměleckých děl odcizených nacisty. Zřídila restituční komisi, s cílem shromáždit státem vlastněná díla, která by mohla být vrácena původním majitelům. K tomuto účelu zpřístupnila státní archivy pro výzkumnou činnost. Rakouský investigativní novinář Hubertus Czernin se začal tímto výzkumem intenzivně zabývat a archivní poznatky publikoval. Maria Altmannová, jediná žijící neteř Blocha-Bauera, která bydlela ve Spojených státech, najala amerického právníka E. Randola Schönberga. Advokát požadoval na Rakousku díla pocházející z majetku Bloch-Bauerovy rodiny včetně šesti obrazů Adele Bloch-Bauer I, Adele Bloch-Bauer II, Apfelbaum I, Buchenwald, Häuser in Unterach am Attersee a Amalie Zuckerkandl. Restituční komise však vydala zamítavé stanovisko, s odvoláním na závěť Adely Blochové-Bauerové. Altmannové doporučila vrátit dalších šestnáct Klimtových kreseb a devatenáct kusů porcelánu v držení Belvederu, které měly být mimo rozsah závěti její tety.
V březnu 2000 tak Altmannová podala občanskoprávní žalobu proti rakouské vládě, žádající navrácení šesti obrazů. Aby se v Rakousku vyhnula neúměrně vysokému správnímu poplatku plynoucímu z odhadní ceny děl až do výše 1,75 milionu eur, zažalovala rakouskou vládu a galerii Belvedere ve Spojených státech. Rakouský kabinet žalobu odmítl s odkazem na zákon o imunitě zahraničních společností v USA (Foreign Sovereign Immunities Act, 1976), zaručující suverénním státům imunitu vyjma konkrétních výjimek. Následovala čtyřletá soudní pře o to, zdali je možné žalovat suverénní stát. Z kalifornského obvodního soudu se spor přes odvolací stupeň přenesl až k Nejvyššímu soudu, kde byl veden jako případ Rakouská republika vs. Altmannová. V červnu 2004 Nejvyšší soud rozhodl, že obrazy byly ukradeny a před nárokem Altmannové není Rakousko chráněno imunitou. Aby se středoevropský stát vyhnul dalšímu dlouhému procesu, souhlasil s arbitráží, kterou původně v roce 1999 odmítl. V rozhodčím panelu tří arbitrů zasedli Andreas Nödl, Walter Rechberger a Peter Rummel.

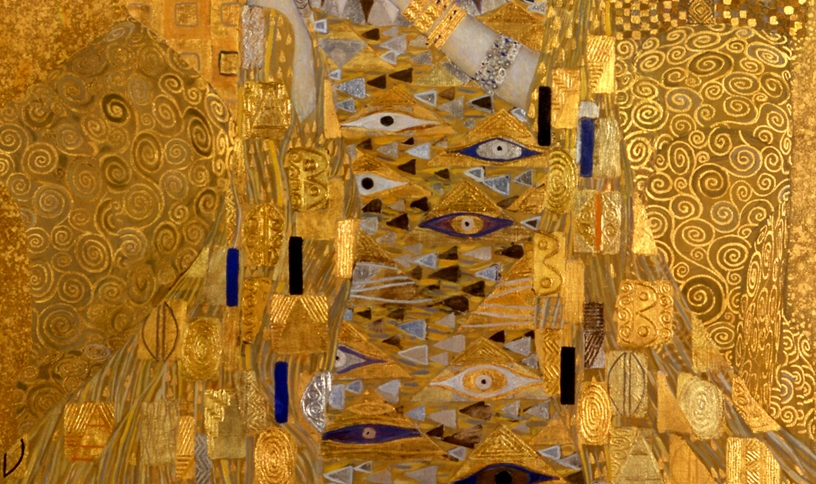
Dekorativní motivy: symboly podmiňující erotické vnímání díla

Schoenberg předložil důkazy během září 2005 a v lednu 2006 bylo zveřejněno rozhodnutí arbitráže. Pět ze šesti obrazů se mělo vrátit dědicům Blocha-Bauera, tj. jediné žijící neteři Altmannové, což odpovídalo smyslu poslední závěti Blocha-Bauera. Pouze obraz Portrét Amalie Zuckerkandlové zůstal ve vlastnictví vídeňské galerie. V reakci na závěr arbitráže vytvořila galerie Belvedere reklamní kampaň na zastávkách vídeňské hormadné dopravy včetně nástupišť metra s názvem „Ciao Adele“, která zvala návštěvníky k poslední prohlídce před vyvezením obrazů ze země. To vyvolalo velký zájem veřejnosti, s dlouhými frontami před galerií. Část Rakušanů požadovala odkup obrazů státem, což vláda odmítla pro jejich předpokládanou vysokou cenu. Rakouské území díla opustila v březnu 2006 a mezi dubnem až červnem téhož roku byla vystavena v kalifornském uměleckém muzeu Los Angeles County Museum of Art.
Na dotaz, jak hodlá s obrazy naložit, v roce 2006 devadesátiletá Maria Altmannová nejdříve reagovala slovy: „Nerada bych, aby je odkoupila soukromá osoba […] je pro mě velmi důležité, aby je mohli vidět všichni, kteří o to projeví zájem, protože takové by bylo přání mé tety“. V červnu 2006 však portrét Zlatá Adele prodala Ronaldu Lauderovi pro jím spoluvlastněnou novou newyorskou galerii, která byla založena v roce 2001. Cena 135 milionů dolarů se k datu transakce stala vůbec nejvyšší částkou v historii, jakou kupec zaplatil za jeden obraz. Během listopadu téhož roku pak byly v aukční síní Christie's prodány zbylé čtyři obrazy. Druhou podobiznu manželky bankéře Adele Bloch-Bauer II koupila moderátorka Oprah Winfreyová za 87,9 milionů dolarů, což k datu prodeje znamenalo čtvrtý nejdražší obraz v historii. Dílo Apfelbaum I pak bylo vydraženo za 33 milionů, Buchenwald za 40,3 milionů a Häuser in Unterach am Attersee za 31 milionů dolarů. Všechna díla tak skončila v soukromých sbírkách.

## Odraz v kultuře
Příběh obrazu rozvinula americká historička umění Anne-Marie O’Connorová v knize Dáma ve zlatém. V roce 2015 byl pak příběh přenesen na filmové plátno pod stejným názvem Dáma ve zlatém, s Helen Mirrenovou v titulní roli.